# InuYasha
Inuyasha (犬夜叉), volledige titel Sengoku Otogizōshi Inuyasha (戦国御伽草子 犬夜叉, InuYasha, a Feudal Fairy Tale) is een Japanse mangaserie getekend en geschreven door Rumiko Takahashi. De manga ging in première in Weekly Shōnen Sunday op 13 november 1996, en werd afgesloten op 18 juni 2008.
De manga werd omgezet naar een 167 afleveringen tellende animeserie, geproduceerd door Sunrise. Masashi Ikeda regisseerde de eerste 44 afleveringen, en Yasunao Aoki de rest van de serie. De serie debuteerde op 16 oktober 2000, en liep tot 13 september 2004. De anime eindigde met een open einde. In 2002 won de anime een Shogakukan Manga Award voor beste shōnen titel van het jaar.
In 2009 werd een vervolg op de animeserie gemaakt onder de titel InuYasha: The Final Act (犬夜叉 完結編, Inuyasha Kanketsu-hen), dat de overige mangahoofdstukken beslaat.

## Inhoud
Het verhaal begint in het oude Japan, waar de halfdemon Inuyasha de shikon no tama (四魂の玉, het juweel van de vier zielen) steelt. Dit juweel kan voor de bezitter een wens vervullen. Inuyasha wil de wens gebruiken om een volbloeddemon te worden. Hij wordt echter gestopt door Kikyou, de jonge miko van het dorp waar het juweel werd bewaard, die hem neerschiet met een heilige pijl. De pijl nagelt Inuyasha aan een boom. Kikyou sterft zelf aan haar verwondingen, en draagt haar jongere zus Kaede op om het juweel te vernietigen.
In het hedendaagse Tokio wordt een tiener genaamd Kagome Higurashi door een demon meegenomen naar het verleden. Ze vindt Inuyasha, die nog steeds aan de boom vastzit en in een schijndode toestand verkeert. Kaede herkent in Kagome de reïncarnatie van haar zus, en vertelt haar het hele verhaal. Wanneer de demon weer aanvalt is Kagome gedwongen Inuyasha vrij te laten. Hij verslaat de demon. Hierna gaat hij weer achter het juweel aan. Om hem in bedwang te houden plaatst Kaede een magische halsband om Inuyashas nek, waarmee Kagome hem kan commanderen.
Het juweel blijkt ondertussen te zijn gebroken in talloze stukken, die over Japan worden verspreid. Daar deze stukken de bezitters grote kracht kunnen geven, worden ze gezocht door veel demonen en enkele mensen. Kagome en Inuyasha gaan samen op zoek naar deze stukken om het juweel te herstellen. Ze worden vergezeld door de jonge vosdemon Shippo, de vervloekte monnik Miroku en de demonenjager Sango. De groep komt tegenover veel vijanden te staan, waaronder Inuyashas oudere halfbroer Sesshomaru en Naraku.
Uiteindelijk wordt het juweel hersteld door Naraku, maar hij wordt verslagen door Inuyasha. Hierna wenst Kagome dat het juweel voor altijd verdwijnt. Kagome keert terug naar haar eigen tijd. Drie jaar later, nadat ze haar studie heeft afgerond, keert ze weer terug naar Inuyashas tijd. Ze erkent haar liefde voor hem en besluit bij hem te blijven in het verleden.

## Personages

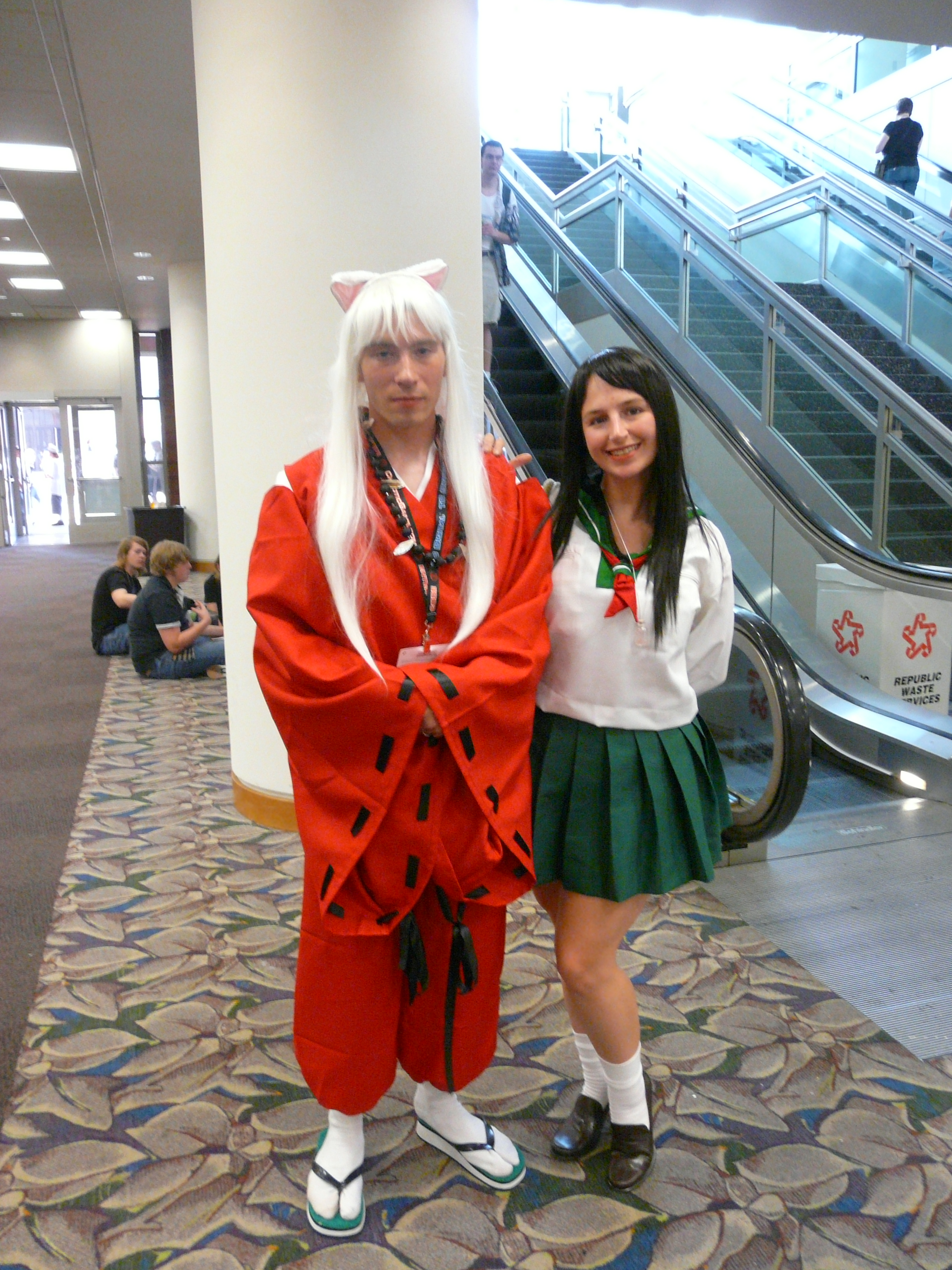
Fan verkleed als Inuyasha

Inuyasha (犬夜叉)een hanyō (half-demon). Zijn moeder was een mens, maar zijn vader een honddemon. Hij vecht met een bovennatuurlijk zwaard gemaakt van een van de tanden van zijn vader. Dit zwaard kan indien goed gehanteerd 100 demonen in een klap verslaan. Inuyashas demonenbloed geeft hem enkele bovenmenselijke vaardigheden zoals versnelde genezing en bovenmenselijke reflexen. Hij draagt een speciale halsband die ervoor zorgt dat wanneer Kagome het bevel "Zit!" (お座り, osuwari) roept, hij meteen naar de grond getrokken wordt. Deze halsband werd hem omgedaan door Kaede om Inuyasha in bedwang te kunnen houden.
Kagome Higurashi (日暮 かごめ)Een vijftienjarige student uit het hedendaagse Tokio, die door omstandigheden in het oude Japan belandt. Ze is de reïncarnatie van Kikyou, een priesteres die stierf toen ze het juweel verdedigde tegen Inuyasha. Derhalve heeft ze speciale krachten en kan de aanwezigheid van de stukken van het juweel voelen. Ze ontwikkelt gevoelens voor Inuyasha.
Miroku (弥勒)een Boeddhistische hōshi (lage rang monnik), die het land doorreist om tegen betaling demonen uit te drijven en te vernietigen. Hij lijdt aan een vloek die aanvankelijk werd uitgesproken over zijn grootvader door Naraku. Door de vloek heeft hij een gat in zijn hand (de Kazaana) waarlangs van alles wordt opgezogen. Miroku vecht met een kazāna en een speciale staf.
Sango (珊瑚)een demonenjager uit een dorp waarvan alle inwoners demonenjagers zijn. Ze vecht met een boomerang gemaakt van botten van yōkai. Ze wil wraak op Naraku vanwege de dood van haar familie. Tevens wil ze haar broer Kohaku redden van Naraku's invloed.
Shippo (七宝)een jonge vosdemon, wiens vader is gedood door de Thunder Brothers. Hij is het eerste personage dat Inuyasha en Kagome vergezelt op hun reizen. Shippo ziet eruit als een klein jongetje met de staart en poten van een vos. Hij kan van gedaante veranderen, maar deze veranderingen zijn maar van tijdelijke duur en zelden nuttig. Verder kan hij illusies opwekken.
Kirara (雲母)Sango’s trouwe nekomata. Ze kan veranderen van een kat naar een leeuwachtige yōkai met de mogelijkheid te vliegen.
Sesshomaru (殺生丸)De yōkaizoon van de machtige Inu no Taishou. Hij is Inuyasha's halfbroer. Hij bezit een Tenseiga, waarmee hij 100 mensen terug tot leven kan brengen met een enkele zwaai. Hij heeft het voorzien op Inuyashas zwaard, hoewel hij weet dat een volbloed yōkai dit zwaard niet kan aanraken zonder zijn hand te branden. Hij veracht mensen, maar in verloop van tijd verzacht zijn standpunt en laat hij een klein meisje genaamd Rin, met zich meereizen.
Rin: Het meisje dat Sesshomaru op zijn reizen vergezelt. Haar hele familie is uitgeroeid door wolven, waarbij ze zelf ook om het leven is gekomen. ze wordt echter tot leven gewekt door Sesshomaru, waarna ze met hem meegaat. De relatie tussen Rin en Sesshomaru is van een vader op dochter. Op het einde van het verhaal leeft ze in een dorp en het is gezien dat Sesshomaru haar cadeautjes geeft.
Naraku (奈落)de primaire antagonist van de serie. Hij is verantwoordelijk voor vrijwel alle problemen die de groep onderweg tegenkomt. Hij is net als Inuyasha een hanyō. Hij heeft het voorzien op alle stukken van het juweel.

## Media

### Manga
De manga wordt geschreven door Rumiko Takahashi. De hoofdstukken worden behalve in Shōnen Sunday ook gepubliceerd door Shogakukan in verzamelbundels. Viz Media bezit de licentie voor de Engelstalige versie van de manga. De tien eerste volumes zijn door Kana in het Nederlands uitgegeven. Er zijn momenteel geen plannen om verdere volumes uit te geven in het Nederlands.

### Anime
De animeversie werd geproduceerd door Sunrise, en debuteerde op Animax. De anime werd eveneens door Viz Media uitgebracht in een Engelstalige versie.
Na 5 jaar werd het vervolg uitgebracht onder de naam InuYasha: The Final Act. Dit vervolg behandelt het verhaal vanaf deel 36 tot en het einde van de manga.

### Films
Er zijn vier films gemaakt van Inuyasha, die los staan van de animeserie. Alle vier zijn ook uitgebracht met Engelstalige ondertiteling en in nagesynchroniseerde vorm. De twee eerste films zijn ook uitgebracht met Nederlandstalige en Franstalige ondertiteling voor de originele Japanse versie samen met een Franstalige nasynchronisatie door Kazé.
De films zijn:
- InuYasha the Movie: Affections Touching Across Time (映画犬夜叉 時代を越える想い, Eiga Inuyasha: Toki o Koeru Omoi) (2001)
- InuYasha the Movie: The Castle Beyond the Looking Glass (映画犬夜叉 鏡の中の夢幻城, Eiga Inuyasha: Kagami no Naka no Mugenjō) (2002)
- InuYasha the Movie: Swords of an Honorable Ruler (映画犬夜叉 天下覇道の剣, Eiga Inuyasha: Tenka Hadō no Ken) (2003)
- InuYasha the Movie: Fire on the Mystic Island (映画犬夜叉 紅蓮の蓬莱島, Eiga Inuyasha: Guren no Hōraijima) (2004)

### Spellen
Er bestaan meerdere computerspellen gebaseerd op Inuyasha.
| Titel | Console          | Datum van uitgave                     |
| --- | ---------------- | ------------------------------------- |
| InuYasha: Kagome no Sengoku Nikki (犬夜叉 ～かごめの戦国日記, InuYasha: Kagome's Warring States Diary)                                                 | WonderSwan       | JP: 2 november 2001                   |
| InuYasha: Fūun Emaki (犬夜叉 風雲絵巻) | WonderSwan       | JP: 27 juli 2002                      |
| InuYasha: Kagome no Yume Nikki (犬夜叉 かごめの夢日記, InuYasha: Kagome's Dream Diary)                                                                 | WonderSwan       | JP: 16 november 2002                  |
| InuYasha: A Feudal Fairy Tale (犬夜叉 戦国お伽合戦, Inuyasha: Sengoku Otogi Kassen)                                                                    | PlayStation      | JP: 5 december 2002 VS: 10 april 2003 |
| InuYasha: Naraku no Wana! Mayoi no Mori no Shōtaijō (犬夜叉～奈落の罠!迷いの森の招待状, InuYasha: Naraku's Trap! Invitation to the Forest of Illusion) | Game Boy Advance | JP: 23 januari 2003                   |
| InuYasha: The Secret of the Cursed Mask (犬夜叉 呪詛の仮面, Inuyasha: Juso no Kamen)                                                                   | PlayStation 2    | JP: 18 maart 2004 VS: 2 november 2004 |
| InuYasha: Feudal Combat (犬夜叉 奥義乱舞, Inuyasha: Ōgi-Ranbu)                                                                                         | PlayStation 2    | JP: 16 juni 2005 VS: 25 augustus 2005 |
| InuYasha: Secret of the Divine Jewel (Enkel in het Engels uitgebracht.)                                                                                | Nintendo DS      | VS: 23 januari 2007                   |

### OVA
Op 30 juli 2008 verscheen een 30 minuten durende original video animation van InuYasha getiteld Black Tessaiga (Kuroi Tessaiga). De stemacteurs uit de animeserie werkten ook mee aan deze OVA.